# Patrinia intermedia
Patrinia intermedia är en kaprifolväxtart som först beskrevs av Jens Wilken Hornemann, och fick sitt nu gällande namn av Johann Jakob Roemer och Schult. Patrinia intermedia ingår i släktet Patrinia och familjen kaprifolväxter. Inga underarter finns listade i Catalogue of Life.